# Starowieś (województwo podlaskie)
Starowieś – wieś w Polsce położona w województwie podlaskim, w powiecie bielskim, w gminie Boćki.

## Historia
Według Pierwszego Powszechnego Spisu Ludności, przeprowadzonego w 1921 r., Starowieś była wsią liczącą 41 domów i zamieszkałą przez 189 osób (109 kobiet i 80 mężczyzn). Większość mieszkańców miejscowości, w liczbie 161 osób, zadeklarowała wówczas wyznanie prawosławne, pozostałe 28 osób zgłosiło wyznanie rzymskokatolickie. Pod względem narodowościowym większość stanowili mieszkańcy narodowości białoruskiej (159 osób), pozostali podali narodowość polską (30 osób). W okresie międzywojennym miejscowość znajdowała się w gminie Łubin.
W latach 1975–1998 miejscowość administracyjnie należała do województwa białostockiego.

## Urodzeni
- Konstanty Jaroszewicz – misjonarz, ewangelista, prekursor i pionier Kościoła Chrystusowego w Polsce

## Religia
W strukturach Kościoła prawosławnego wieś podlega parafii pw. Zaśnięcia Matki Bożej w pobliskich Boćkach. Natomiast wierni kościoła rzymskokatolickiego należą do parafii św. Józefa Oblubieńca w Boćkach.